# Lucy (naam)
Lucy is een Franse en Engelse voornaam en achternaam die afgeleid is van de Romeinse naam Lucia. Deze naam is weer de vrouwelijke variant van Lucius. Lucius betekent zoiets als licht, schitterend of bij zonsopgang geboren. Er bestaan tal van varianten op de naam Lucy. Lucia van Syracuse was een Romeinse christelijke martelares. Zij werd de beschermheilige van de blinden.
Afleidingen zijn o.a. Lucia, Lucya, Lucyamma, Lucyan, Lucyana, Lucyane, Lucyann, Lucyanna, Lucyanne en Lucybelle.
De oudste vermelding van de naam in Nederland (Lucie) is uit 1556. In 2021 was er in Nederland een peik in het gebruik van de naam, in 2023 werd hij 90x gegeven als voornaam.
Ook in België komt de naam de laatste jaren voor met een piek rond 2015. In 2024 stond de naam in België op de 97e plaats van de Top 100 meisjesnamen.

## Bekende naamdraagsters
- Lucia Bronze (1991), een Engels-Portugees voetbalster
- Lucy Boynton (1994), een Britse/Amerikaans actrice
- Lucy Hawking (1970), een Engels journalist en schrijfster
- Lucy Lawless (1968), een Nieuw-Zeelands actrice en zangeres
- Lucy Wangui Kabuu (1984), een Keniaanse marathonloopster
- Lucy Liu (1968), een Amerikaanse actrice
- Lucy Thomas (2004), een Engelse zangeres